# Jezdimir Dangić
Jezdimir Dangić (en cyrillique :  Јездимир Дангић et en serbe en écriture cyrillique : Јездимир Дангић, né le 4 mai 1897 à Bratunac et mort le 22 août 1947 à Sarajevo, est un officier de gendarmerie yougoslave, issu de la communauté serbe de Bosnie. Il a été, durant la Seconde Guerre mondiale l'un des commandants du mouvement tchetnik dirigé par Draža Mihailović.

## Biographie
Né en Bosnie-Herzégovine alors sous domination austro-hongroise, Jezdimir Dangić est, dans son adolescence, membre du groupe nationaliste Jeune Bosnie. Cela lui vaut d'être emprisonné pour activités révolutionnaires après l'assassinat de l'archiduc François-Ferdinand en 1914, et condamné à deux ans et demi de prison. Libéré à la fin de la Première Guerre mondiale. Brièvement sympathisant communiste après-guerre, il se rapproche ensuite des milieux nationalistes. Il devient sous-lieutenant de cavalerie, puis intègre la gendarmerie et atteint le grade de major. En 1940, il est nommé à la tête du détachement de gendarmerie stationné au palais royal.
En avril 1941, au moment de l'invasion de la Yougoslavie par l'Allemagne nazie et ses alliés, Dangić escorte le roi Pierre II à l'aéroport de Nikšić lorsque le souverain est évacué du pays.
Resté en Yougoslavie, Jezdimir Dangić sert ensuite dans la gendarmerie sous les ordres de l'administration collaboratrice mise en place par les Allemands, jusqu'à la mi-août. Ayant appris les massacres de Serbes commis par les Oustachis en Bosnie, il obtient la permission de se rendre sur place pour mettre sa famille en sécurité. En chemin, il prend contact avec Draža Mihailović qui a formé un mouvement tchetnik clandestin en vue de résister aux occupants et prendre contact avec les Alliés. Dangić devient l'un des subordonnés de Mihailović, qui le charge d'organiser les groupes tchetniks à l'est de la Bosnie. Théoriquement subordonné au major Boško Todorović que Mihailović a nommé commandant en Bosnie et en Herzégovine, Dangić semble dans les faits avoir été plus influent que ce dernier. Dans le même temps, il maintient le contact avec l'administration du gouvernement collaborateur serbe. Très hostile aux Musulmans, et favorable aux Allemands avec qui il se montre prêt à collaborer, Dangić combat les Oustachis, mais se livre également avec ses hommes à des raids contre les populations musulmanes, commettant divers massacres de civils. Il est notamment coupable du massacre des martyres de la Drina, religieuses de la congrégation des Filles de la charité divine assassinées à Goražde en décembre 1941. Il participe à l'automne 1941 aux pourparlers entre Tchetniks et Partisans, et coopère un temps avec ces derniers, jusqu'à la rupture entre les deux mouvements. 
En raison de son attitude pro-allemande et de ses relations avec le gouvernement collaborateur serbe, Dangić est contacté par les Allemands qui cherchent à obtenir la fin des hostilités avec les Tchetniks. En janvier 1942, il se rend à Belgrade pour négocier une trêve avec le plénipotentiaire allemand Paul Bader et le premier ministre serbe Milan Nedić. Un accord est conclu entre les Allemands et les forces de Dangić, mais le général Walter Kuntze, commandant de la Wehrmacht pour l'Europe du Sud-Est, y oppose son veto. Dangić, qui agit en toute indépendance sans faire grand-cas de l'autorité de  Mihailović, n'en collabore pas moins avec les Allemands à l'est de la Bosnie durant plusieurs semaines. Mais en avril, au cours d'un nouveau séjour en Serbie occupée, il est arrêté sur ordre de Kuntze et envoyé dans un camp de prisonniers en Pologne occupée.
S'étant évadé, Dangić rejoint la résistance polonaise et participe au soulèvement de Varsovie. Capturé ensuite par l'Armée rouge, il est extradé vers la Yougoslavie et livré aux nouvelles autorités communistes. Inculpé pour crimes de guerre, il est condamné à mort et fusillé.